# Fotobiologia
Fotobiologia (z gr. φως, phōs – światło, βίος, bíos – życie, λόγος, lógos – nauka) – nauka interdyscyplinarna zajmująca się rolą promieniowania niejonizującego w biosferze, w tym jego korzystnym i niekorzystnym oddziaływaniem na żywe organizmy roślinne i zwierzęce oraz ich zbiorowiska (np. ekosystemy), jak również wykorzystywaniem promieniowania do przekazu informacji między organizmami. 

Widmo fal elektromagnetycznych

Promieniowaniem niejonizującym jest nazywana część widma promieniowania elektromagnetycznego o takiej częstotliwości (ν), że energia kwantu (E = hν) jest niewystarczająca do jonizacji cząsteczek.
Zgodnie z definicją WHO pojęcie non-ionizing radiation dotyczy pola elektrycznego i magnetycznego oraz fal radiowych, mikrofal, podczerwieni, ultrafioletu i światła widzialnego.
Amerykańskie Towarzystwo Fotobiologii (American Society for Photobiology) skupia fotobiologów specjalizujących się w następujących dyscyplinach: 
- fotochemia, fotofizyka i fototechnologia
- fotosensory (fotoczujniki) i biologia rytmów dobowych
- fotosynteza, bioluminescencja i chemiluminescencja
- zastosowania światła w medycynie (np. fototerapia, fotochemioterapia)
- fotobiologia środowiskowa i oddziaływania UV.